# 舊波里齊克
50°37′55″N 24°29′56″E / 50.63194°N 24.49889°E
舊波里齊克（烏克蘭語：Старий Порицьк），是烏克蘭的村落，位於該國西部沃倫州，由沃洛德米爾區負責管轄，面積12.6平方公里，海拔高度217米，2001年人口435，人口密度每平方公里34.52人。